# Wereldkampioenschap matchplay
Het Wereldkampioenschap Matchplay - officieel het World Match Play Championship - is een toernooi waarin de beste professional golfers van de wereld spelen.

## Geschiedenis
Het toernooi is bedacht door Mark McCormack, een sportagent, als een soort demonstratie van de spelers die bij hem onder contract stonden. De eerste winnaar was Arnold Palmer, die ook zijn eerste klant was. Men speelde toen 36 holes op één dag. Meestal bestond het spelersveld uit 12 golfers. McCormack heeft ook de eerste wereldrangorde geïntroduceerd, de voorloper van de huidige World Ranking. De eerste veertig jaren telde het toernooi niet mee voor de Order of Merit van de Europese PGA Tour en verdiende men er geen punten mee voor de wereldranglijst.

### 1999
In 1999 wijzigde de sponsor het evenement door 64 spelers uit te nodigen, gebaseerd op de stand op de wereldranglijst. Wat voorheen meer een demonstratiewedstrijd was, werd nu een normaal toernooi, en daarmee meer overzichtelijk voor de toeschouwer.

### 2004
In 2004 werd het toernooi op de agenda gezet van de Europese Tour. Het spelersveld werd gereduceerd tot 16 spelers, die allen acht rondes speelden. De kwalificatie geschiedde op basis van hun prestaties tijdens de vier Majors. In 2005 was de startlijst slecht bezet. De Amerikanen wilden niet komen en Ernie Els was geblesseerd. In 2006 was er een sterk veld, maar in 2007 werd het sponsorcontract door HSBC verbroken en moest het toernooi in 2008 een jaar overslaan.

### 2009
Het toernooi is in 2007 voor de laatste keer op Wentworth gespeeld, en wordt voortaan in Spanje gespeeld. De 16 spelers worden in vier groepen van vier spelers verdeeld en zullen een 'round robin' spelen. De winnaar in iedere groep kwalificeert zich voor de laatste 36 holes, die in matchplay gespeeld worden.
Bij de kwalificatie om mee te doen aan dit toernooi zal ook rekening worden gehouden met de nationaliteit van de spelers om een zo breed mogelijke belangstelling bij het publiek op te wekken. De laatste winnaar, Ernie Els, mag zijn titel komen verdedigen.
Het prijzengeld bedraagt in 2009 € 3.250.000, waarvan € 750.000 naar de winnaar gaat. Alle spelers krijgen een deel van het prijzengeld.

### 2011
In 2011 werd het deelnemersaantal uitgebreid tot 24. Acht groepen spelen eerst een round robin.
Sinds het toernooi in Spanje wordt gespeeld, doen er niet 16 maar 24 spelers mee en is het prijzengeld gestegen. In 2014 was de 50ste editie van dit toernooi. Daarna trok Volvo zich als sponsor terug.

## Winnaars
| Jaar                                     | Baan                                           | Winnaar                                  |
| Piccadilly World Match Play Championship | Piccadilly World Match Play Championship       | Piccadilly World Match Play Championship |
| ---------------------------------------- | ---------------------------------------------- | ---------------------------------------- |
| 1964                                     |                                                | Arnold Palmer                            |
| 1965                                     |                                                | Gary Player                              |
| 1966                                     |                                                | Gary Player                              |
| 1967                                     |                                                | Arnold Palmer                            |
| 1968                                     |                                                | Gary Player                              |
| 1969                                     |                                                | Bob Charles                              |
| 1970                                     |                                                | Jack Nicklaus                            |
| 1971                                     |                                                | Gary Player                              |
| 1972                                     |                                                | Tom Weiskopf                             |
| 1973                                     |                                                | Gary Player                              |
| 1974                                     |                                                | Hale Irwin                               |
| 1975                                     |                                                | Hale Irwin                               |
| 1976                                     |                                                | David Graham                             |
| 1977                                     |                                                | Graham Marsh                             |
| 1978                                     |                                                | Isao Aoki                                |
| Colgate World Match Play Championship    |                                                |                                          |
| 1979                                     |                                                | Bill Rogers                              |
| 1980                                     |                                                | Greg Norman                              |
| Suntory World Match Play                 |                                                |                                          |
| 1981                                     | Wentworth Club                                 | Severiano Ballesteros                    |
| 1982                                     | Wentworth Club                                 | Severiano Ballesteros                    |
| 1983                                     | Wentworth Club                                 | Greg Norman                              |
| 1984                                     | Wentworth Club                                 | Severiano Ballesteros                    |
| 1985                                     | Wentworth Club                                 | Severiano Ballesteros                    |
| 1986                                     | Wentworth Club                                 | Greg Norman                              |
| 1987                                     | Wentworth Club                                 | Ian Woosnam                              |
| 1988                                     | Wentworth Club                                 | Sandy Lyle                               |
| 1989                                     | Wentworth Club                                 | Nick Faldo                               |
| 1990                                     | Wentworth Club                                 | Ian Woosnam                              |
| Toyota World Match Play Championship     |                                                |                                          |
| 1991                                     | Wentworth Club                                 | Severiano Ballesteros                    |
| 1992                                     | Wentworth Club                                 | Nick Faldo                               |
| 1993                                     | Wentworth Club                                 | Corey Pavin                              |
| 1994                                     | Wentworth Club                                 | Ernie Els                                |
| 1995                                     | Wentworth Club                                 | Ernie Els                                |
| 1996                                     | Wentworth Club                                 | Ernie Els                                |
| 1997                                     | Wentworth Club                                 | Vijay Singh                              |
| Cisco World Match Play Championship      |                                                |                                          |
| 1998                                     | Wentworth Club                                 | Mark O'Meara                             |
| 1999                                     | Wentworth Club                                 | Colin Montgomerie                        |
| 2000                                     | Wentworth Club                                 | Lee Westwood                             |
| 2001                                     | Wentworth Club                                 | Ian Woosnam                              |
| 2002                                     | Wentworth Club                                 | Ernie Els                                |
| HSBC World Match Play Championship       |                                                |                                          |
| 2003                                     | Wentworth Club                                 | Ernie Els                                |
| 2004                                     | Wentworth Club                                 | Ernie Els                                |
| 2005                                     | Wentworth Club                                 | Michael Campbell                         |
| 2006                                     | Wentworth Club                                 | Paul Casey                               |
| 2007                                     | Wentworth Club                                 | Ernie Els                                |
| 2008                                     | Niet gespeeld                                  |                                          |
| Volvo World Match Play Championship      |                                                |                                          |
| 2009                                     | Finca El Cortesin Club de Golf                 | Ross Fisher                              |
| 2010                                     | niet gespeeld                                  |                                          |
| 2011                                     | Finca El Cortesin Club de Golf                 | Ian Poulter                              |
| 2012                                     | Finca El Cortesin Club de Golf                 | Nicolas Colsaerts                        |
| 2013                                     | Thracian Cliffs Golf & Beach Resort, Bulgarije | Graeme McDowell                          |
| 2014                                     | The London Golf Club                           | Mikko Ilonen                             |